# جراند أكواريوم الغردقة
جراند أكواريوم الغردقة هو أكواريوم يقع في مدينة الغردقة بمحافظة البحر الأحمر،مصر.تم افتتاحه في 2015.
يحتوي الأكواريوم على 22 حوض أسماك ويحتوي على نفق بطول 24 مترا يعطى الزائر المحاكاة الطبيعية للحياة البحرية من خلال التجول تحت المياه. بالإضافة إلى الأسماك يضم المشروع حديقة تضم حيوانات وطيور نادرة بالإضافة إلى غابة ممطرة.
يعد الأكواريوم الأكبر من نوعه في مصر وأفريقيا.

## وصلات خارجية
الموقع الرسمي 